# Christian Storjohann
Christian Storjohann, född 17 juni 1868 i Bergen, död 1 juni 1954 i Karlstad, var en norsk-svensk industriman. 
Efter studier vid Ultuna och Alnarp 1892 blev Storjohann inspektor på Hillringsbergs AB:s jordbruksegendomar och disponent 1901. 1907 blev han VD vid Billeruds AB i Säffle och ledde företaget till en ställning som ett av Sveriges främsta cellulosaföretag. Han kallades för "Värmlandskungen".
Storjohann innehade åtskilliga poster i styrelser och industriorganisationer. Han gick även så långt att han ville bojkotta oorganiserade arbetsgivare, och de skulle inte få åtnjuta den s.k. arbetets frihet. Enligt honom måste arbetsgivare stödja SAF.
Storjohann invaldes 1919 som ledamot av Kungliga Ingenjörsvetenskapsakademien.